# The Girl in the Dark

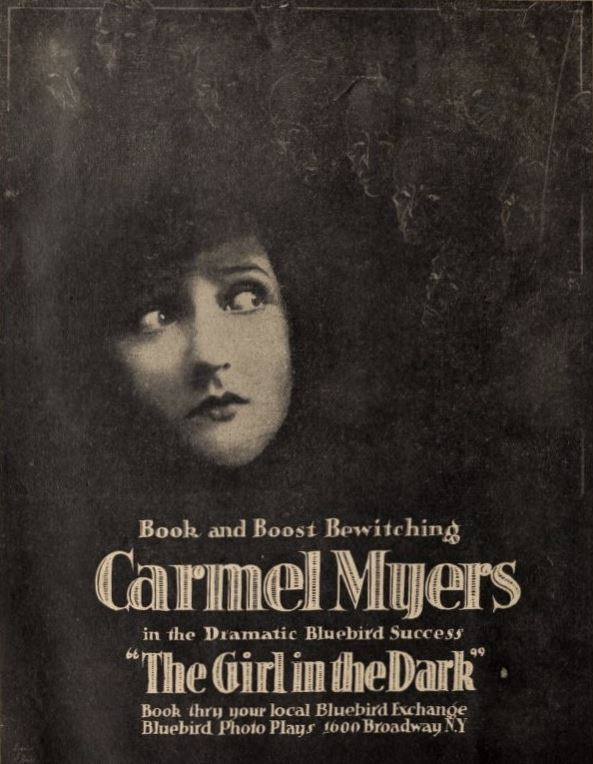
Anunci de la pel·lícula aparegut a The Moving Picture Weekly.

The Girl in the Dark és una pel·lícula muda de la Universal dirigida per Stuart Paton i protagonitzada per Carmel Myers i Ashton Dearholt. Basada en la novel·la de misteri “The Green Seal” de Charles Edmonds Walk, la pel·lícula es va estrenar el 4 de març de 1918. Es considera una pel·lícula perduda.

## Argument
Brice Ferris està en el seu estudi quan sent uns crits al carrer i veu una noia perseguida per una banda de xinesos. Rescata la noia, que es diu Lois Fox, i descobreix que a l'espatlla porta una marca, un idiògraf xinès que s'assembla a les lletres "A. Y.". La noia porta un anell verd que té el mateix ideograma de l'espatlla i Ming, el riat de Ferris, intentar robar-li però és descobert i acomiadat. Poc després es presenta un desconegut anomenat Strang preguntant per la noia però és capturat pels xinesos. L'endemà aquests també segresten la noia gràcies a un engany i se l'enduen al quarter general de Lao Wing, el líder d'una societat secreta xinesa coneguda com els Tong. Ferris i el cap de policia Struber els segueixen fins al quarter de la banda i aquests demanen l'anell a canvi de l'alliberament dels hostatges. Amb l'arribada de reforços alliberen Lois i Strang i la banda és capturada. Strang, que en realitat és l'oncle de Lois, els explica que aquell anell havia pertangut a una antiga ordre xinesa que el consideren sagrat però que havia estat robat pel pare de Lois.

## Repartiment
- Carmel Myers (Lois Fox)
- Ashton Dearholt (Brice Ferris)
- Frank Tokunaga (Ming)
- Betty Schade (Sally)
- Frank Deshon (Lao Wing)
- Harry Carter (Strang)
- Alfred Allen (cap de policia Struber)